# Йован Стрезовски
Йован Стрезовски (на македонска литературна норма: Јован Стрезовски) е поет и писател, романист и преводач от Северна Македония.

## Биография
Роден е в 1931 година в стружкото село Подгорци, тогава в Югославия. Завършва Философския факултет на Скопския университет. Работи като учител и преподавател в Стружко, като новинар в Радио Скопие. Дългогодишен директор е на Международния фестивал Стружки вечери на поезията. Член е на Дружеството на писателите на Македония от 1960 година. Носител е на наградите „РТВ Скопие“, „11 октомври“, „Стале Попов“, „Гоцева повелба“.